# Maria-Hilf-Kirche (Kluczbork)

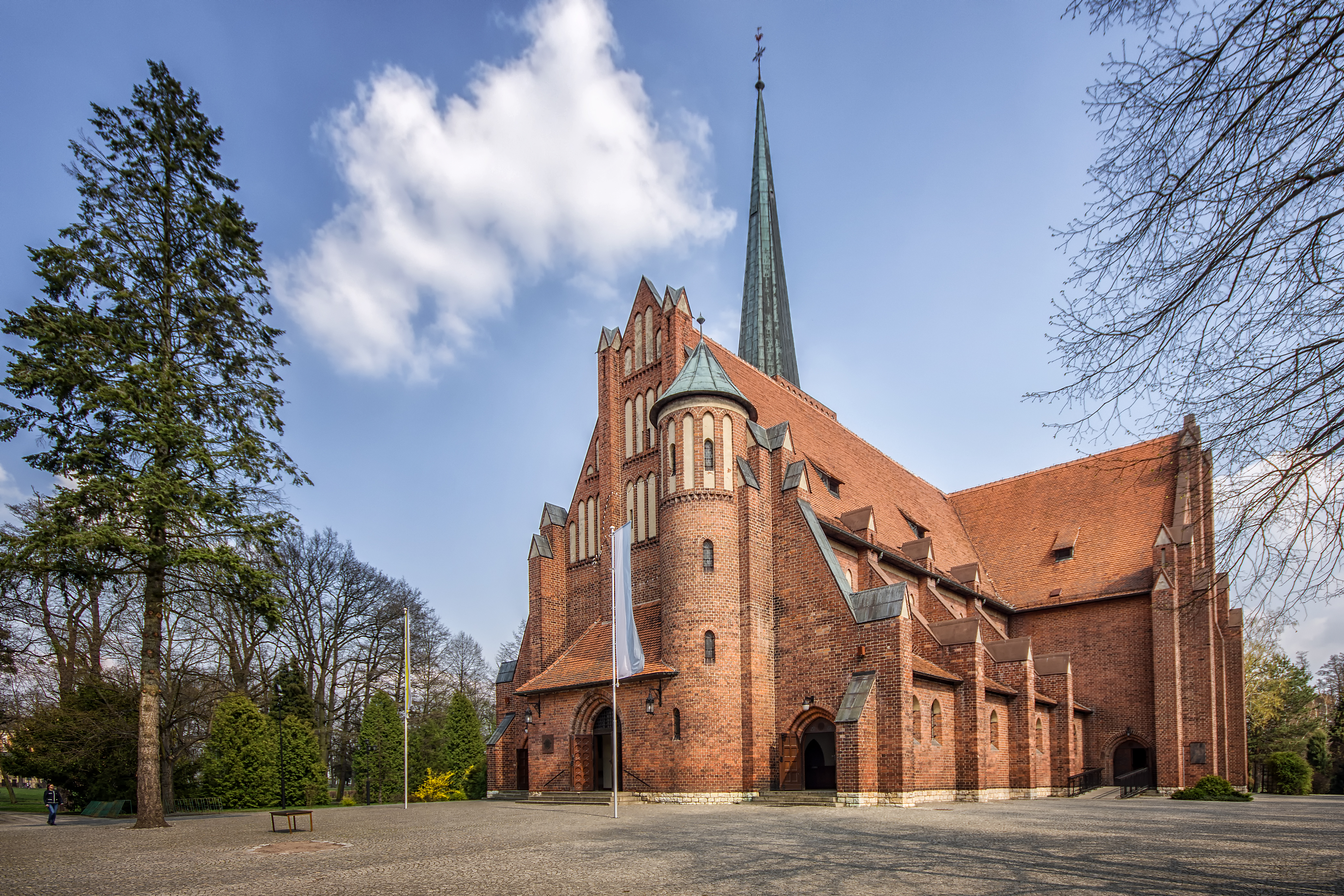
Maria-Hilf-Kirche

Die Maria-Hilf-Kirche (polnisch Kościół pw. Matki Bożej Wspomożenia Wiernych) ist eine römisch-katholische Kirche in der schlesischen Stadt Kluczbork (deutsch Kreuzburg). Das Gotteshaus liegt südöstlich des alten Ortskerns an der ul. Skłodowskiej Curie (bis 1945 Oppelner Straße) im Stadtpark. Die Kirche ist die Hauptkirche der Pfarrei Maria-Hilf (Parafia Matki Bożej Wspomożenia Wiernych) in Kluczbork.

## Geschichte

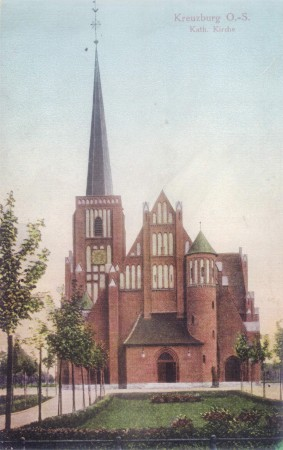
Historische Ansicht um 1914

Bedingt durch einen starken Bevölkerungszuwachs im 19. Jahrhundert in Folge der anhaltenden Industrialisierung der Stadt, wuchs auch die Zahl der katholischen Gläubigen in Kreuzburg. Ein alter hölzerner Kirchenbau außerhalb der Stadtmauern war dem enormen Zuwachs nicht mehr gewachsen. Die ersten Ideen für einen Kirchenneubau außerhalb des historischen Stadtkerns stammen daher bereits aus dem Ende des 19. Jahrhunderts. Der Grundstein für den Kirchenbau wurde im November 1910 gelegt. Die neogotische Kirche entstand nach Entwürfen von Arthur Kickton und Oskar Hossfeld. 1913 konnte der Kirchenbau fertiggestellt werden. 
Seit 2007 steht der Kirchenbau unter Denkmalschutz.

## Architektur
Der Kirchenbau entstand als Backsteinbasilika auf einem kreuzförmigen Grundriss im Stil der Neogotik. An der Südseite besitzt das Gotteshaus einen dreigeschossigen Kirchturm mit einem steilen Turmdach.